# Ancana stenopetala
Ancana stenopetala là loài thực vật có hoa thuộc họ Na. Loài này được F.Muell. mô tả khoa học đầu tiên năm 1865.